# Dysdera calderensis
Dysdera calderensis är en spindelart som beskrevs av Jörg Wunderlich 1987. Dysdera calderensis ingår i släktet Dysdera och familjen ringögonspindlar.
Artens utbredningsområde är Kanarieöarna. Inga underarter finns listade i Catalogue of Life.